# Свети Никола (Слепче, Прилепско)
 Тази статия е за манастирската църква в прилепското село Слепче.  За селската църква в демирхисарското вижте Свети Никола (Слепче, Демирхисарско).  
„Свети Никола“ (на македонска литературна норма: Свети Никола) е православен манастир в централната част на Северна Македония. В миналото е част от Охридската архиепископия, след това на Българската екзархия, а днес – от Преспанско-Пелагонийската епархия на Македонската православна църква – Охридска архиепископия. Намира се на няколко километра източно от село Слепче, община Долнени.
Основна забележителност на манастира е църквата, построена и украсена в 1672 – 1674 година и позлатеният дървен хорос, както и царските двери. При посещението си на манастира в 1916 година Богдан Филов пише:
| „ | Църквата има варакладосан дървен полюлей с ажурна резба, съставен от еднакви части, подобен на този в музея. От него виси сега в църквата само част, а останалите парчета са в олтара. | “ |

Църквата е малка, еднокорабна, типичен пример за църква от XVII век в Македония. Фасадите са без украса, с малки отвори на източната и южната страна, а единственият вход е на западната страна. Вътрешните стени на църквата са покрити с фрески в 1674 година, а вероятно зографите на фреските са самите ктитори, игумен на манастира, йеромонах Сергий и неговият ученик йеромонах Михаил.